# Empusa (insecte)
Pour les articles homonymes, voir Empusa.
Genre
Empusa (les empuses) est un genre d'insectes de l'ordre des Mantodea (mantoptères) et de la famille des Empusidae.

## Espèces
- Empusa binotata
- Empusa fasciata — Empuse fasciée
- Empusa flavescens
- Empusa gongyloides — Empuse gongyloïde
- Empusa guttula
- Empusa hedenborgii
- Empusa longicollis
- Empusa pauperata — Empuse appauvrie
- Empusa pennata — Empuse commune
- Empusa pennicornis
- Empusa romboidae
- Empusa spinosa
- Empusa simonyi
- Empusa uvarovi

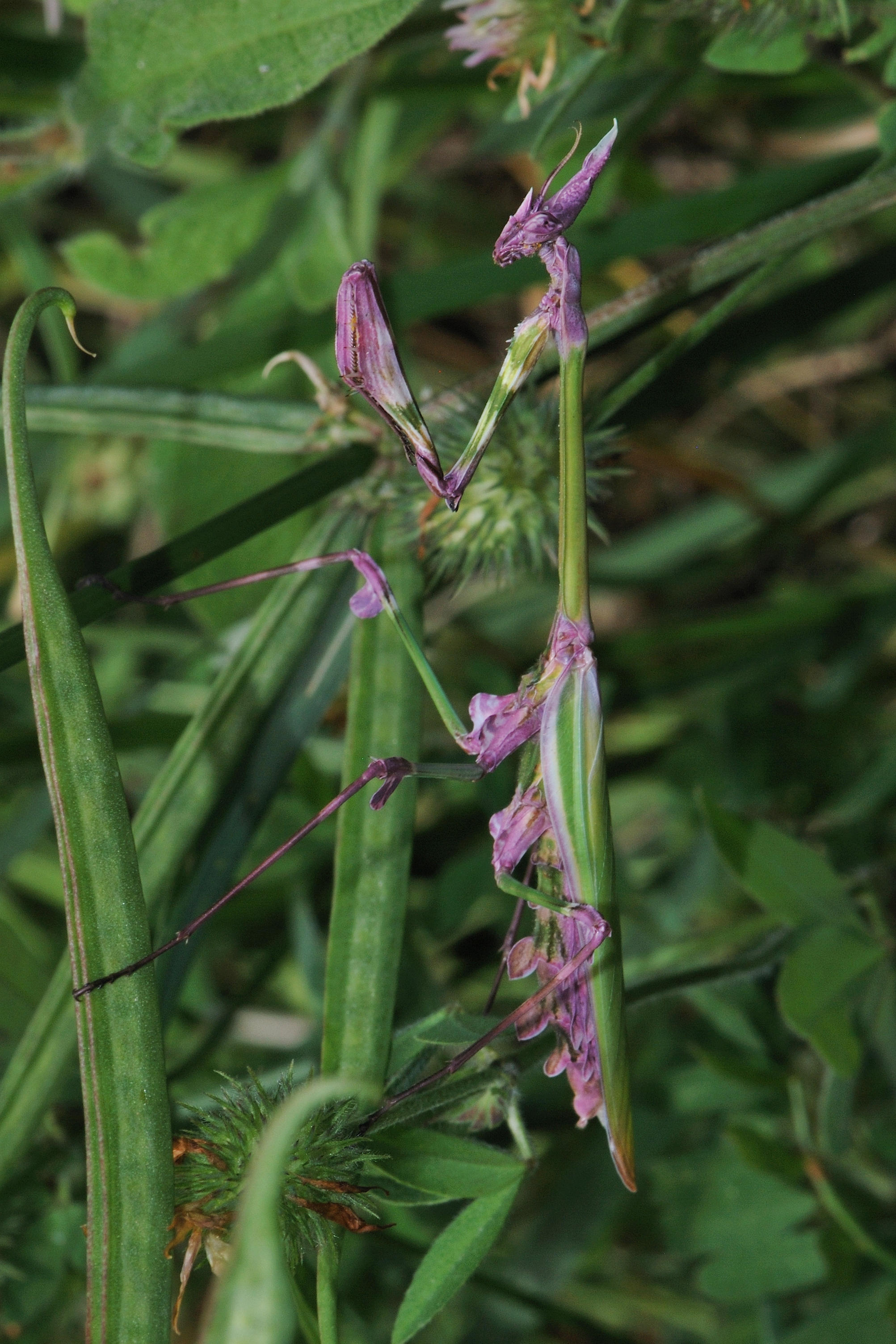
Empusa fasciata
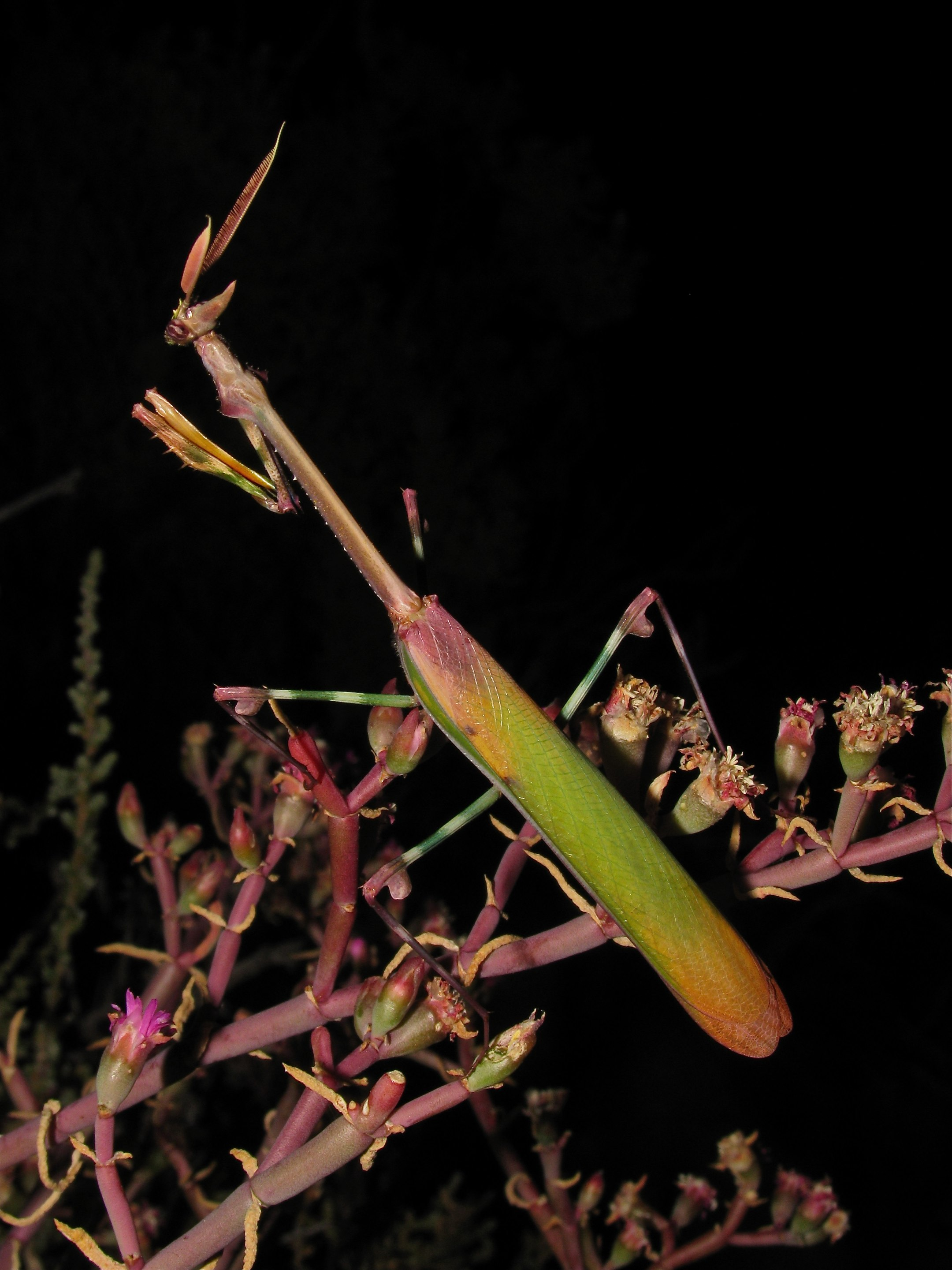
Empusa guttula
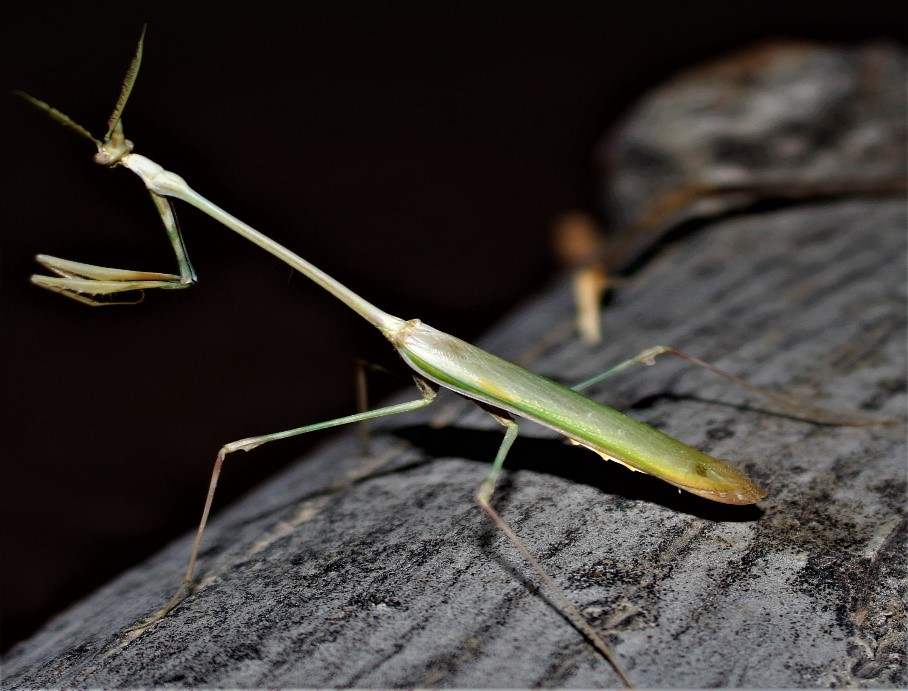
Empusa hedenborgii
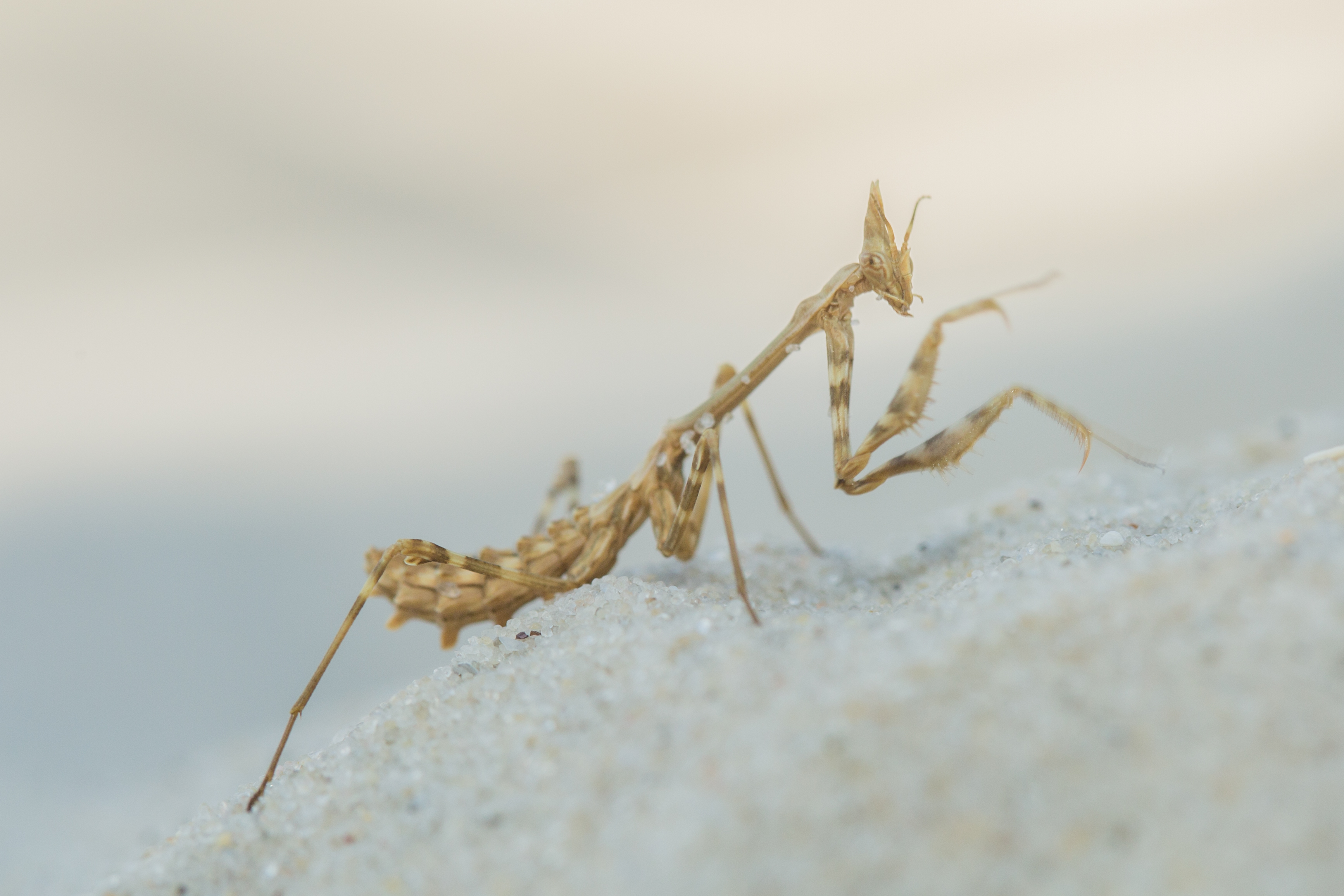
Empusa pennicornis
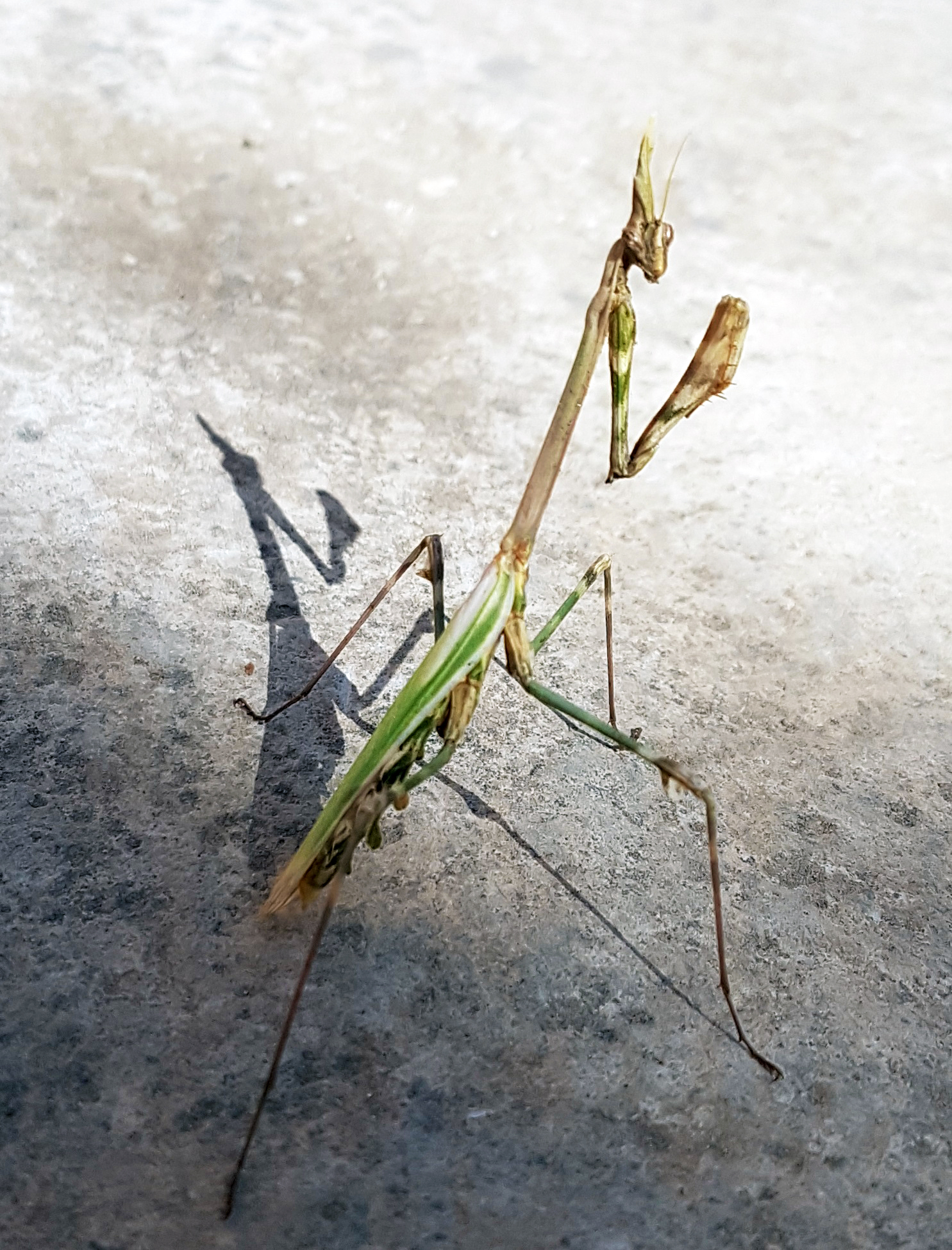
Empusa pennata